# Савка (Башкортостан)
Савка — упразднённый хутор Иштугановского сельсовета Мелеузовского района Башкирской АССР. Жили башкиры (1959).

## География
Находилось на юге республики, в пределах Прибельской увалисто-волнистой равнины, при речки Савка (приток Нугуша).

### Географическое положение
Расстояние, по данным на 1969 год, до:
- районного центра (Мелеуз): 60 км,
- центра сельсовета (Иштуганово): 40 км,
- ближайшей ж/д станции (Мелеуз): 17 км.

## История
Постановлением Всероссийского ЦИК «Об изменениях в административно-территориальном делении Башкирской АССР» от 20 февраля 1932 года
«селения Савка и Ибрагимовское, Галиакбаровского сельсовета, Бурзянского района» переданы в состав Мелеузовского района.
По данным на 1952 год входила в Абитовский сельсовет Юмагузинского района (центр — д Верхне-Ташево)
Упразднена Указом Президиума Верховного Совета БАССР от 29.03.1972 № 6-2/37, в связи с переселением жителей как фактически прекратившие существование.

## Население
В 1920 насчитывалось 83 человек, в 1939 — 34, в 1959 — 25. По данным на 1 января 1969 года проживало 11 человека, преимущественно башкиры.